# 42-й армейский корпус (вермахт)
42-й армейский корпус (нем. XXXXII. Armeekorps), сформирован 29 января 1940 года.

## Боевой путь корпуса
В 1940—1941 — дислоцировался на западной границе Германии, затем на побережьи Ла-Манша.
С августа 1941 года — участие в германо-советской войне, в составе группы армий «Север». Бои под Ленинградом. С ноября 1941 — в Крыму (в составе 11-й армии).
В 1942 году — бои в Крыму.
В 1943 году — бои на Украине.
В 1944 году — в марте корпус практически уничтожен в районе Черкасс. Вновь сформирован, отступление в Польшу.
В 1945 году — отступление от Вислы в Германию. 7 марта 1945 — остатки корпуса переданы под командование 56-го танкового корпуса.

## Состав корпуса
В сентябре 1941:
- 61-я пехотная дивизия
- 217-я пехотная дивизия

В январе 1942:
- 46-я пехотная дивизия
- 170-я пехотная дивизия

В декабре 1942:
- 153-я резервная дивизия
- 5-я полевая дивизия

В сентябре 1944:
- 17-я танковая дивизия
- 72-я пехотная дивизия
- 88-я пехотная дивизия
- 291-я пехотная дивизия

## Командиры корпуса
- С 29 января 1940 — генерал инженерных войск Вальтер Кунце
- С 10 октября 1941 — генерал-лейтенант Ханс граф фон Шпонек
- С 29 октября 1941 — генерал пехоты Бруно Билер
- С ноября 1941 — генерал-лейтенант Ханс граф фон Шпонек
- С 1 января 1942 — генерал пехоты Франц Маттенклотт
- С 14 июня 1944 — генерал пехоты Герман Рекнагель (погиб в бою 23 января 1945)